# Chicagoland 300
Das Chicagoland 300 war ein Autorennen in der NASCAR Xfinity Series, welches ab der Saison 2001 ausgetragen wurde. Veranstaltungsort war der Chicagoland Speedway. Das Rennen fand üblicherweise Anfang Juli statt.

## Sieger
- 2001: Jimmie Johnson
- 2002: Johnny Sauter
- 2003: Bobby Hamilton jr.
- 2004: Justin Labonte
- 2005: Kevin Harvick
- 2006: Casey Mears
- 2007: Kevin Harvick
- 2008: Kyle Busch
- 2009: Joey Logano
- 2010: Kyle Busch
- 2011: Justin Allgaier
- 2012: Ricky Stenhouse jr.
- 2013: Kyle Busch